# Malaxis hieronymi
Malaxis hieronymi är en orkidéart som först beskrevs av Célestin Alfred Cogniaux, och fick sitt nu gällande namn av Louis Otho Otto Williams. Malaxis hieronymi ingår i släktet knottblomstersläktet, och familjen orkidéer. Inga underarter finns listade i Catalogue of Life.